# Деметриу, Джейсон
Джейсон Деметриу (англ. Jason Demetriou; 18 ноября 1987, Лондон) — кипрский футболист с английскими корнями, вингер, выступающий за «Саутенд Юнайтед».

## Клубная карьера
Деметриу является воспитанником английского клуба «Лейтон Ориент», он подписал свой первый профессиональный контракт с командой в июле 2006 года. Игрок дебютировал в чемпионате в ноябре 2006 года, выйдя на замену в матче с «Йовил Таун», игра завершилась безголевой ничьей. В первом сезоне он сыграл 24 матча во всех соревнованиях, в основном выходя на замену.
Сезон 2007/08 стал более успешным для Деметриу, тренер Мартин Линг давал ему больше игровой практики, предоставляя возможность проявить себя.
Несмотря на то, что на протяжении сезона 2008/09 «Лейтон Ориент» играл неубедительно, выступления Деметриу впечатлили болельщиков. Стала появляться информация об интересе к игроку со стороны «Плимут Аргайл» и «Чарльтон Атлетик». Однако защитник публично заявил о своём намерении остаться в клубе, кроме того, болельщики признали его игроком года в команде.
2 июня 2010 года Деметриу официально подписал контракт с «АЕК Ларнака» за неназванную сумму. Причиной перехода стало желание игрока регулярно выступать в сборной Кипра. Он сказал, что ему очень грустно покидать «Лейтон Ориент», но он должен прогрессировать, чтобы играть за сборную.
28 июня 2013 года Деметриу подписал двухлетний контракт с «Анортосисом» с возможностью продления на год.
1 июля 2015 года было подтверждено, что Деметриу подписал контракт с «Уолсолл» за неназванную сумму.
22 июня 2016 года Деметриу подписал контракт с «Саутенд Юнайтед», вступающий в силу после прохождения медосмотра. Деметриу отклонил предложение нового контракта от «Уолсолла», а также возможность перейти в «Портсмут». В октябре 2021 года Деметриу возглавил «Саутенд» в качестве временного главного тренера после увольнения Фила Брауна. 16 октября он выиграл свой единственный официальный матч в должности, победив «Чертси Таун» со счётом 4:1 в четвёртом квалификационном раунде Кубка Англии.

## Международная карьера
20 января 2009 года тренер Ангелос Анастасиадис впервые вызвал Деметриу в сборную Кипра. Он дебютировал 10 февраля в домашнем матче против Сербии, выйдя на замену вместо Димитриса Христофи, его команда проиграла со счётом 2:0. 11 февраля Деметриу провёл первый полный матч в сборной против Словакии, он помог команде забить два гола и победить со счётом 3:2. Он был признан лучшим игроком того матча. 10 октября 2015 года он забил свой первый гол в ворота Израиля в рамках квалификационного этапа Евро-2016, Кипр выиграл со счётом 2:1. Деметриу объявил об уходе со сборной в 2020 году.